# 766
| Calendário gregoriano                                                        | 766 DCCLXVI                                          |
| Ab urbe condita                                                              | 1519                                                 |
| Calendário arménio                                                           | 215 – 216                                            |
| Calendário bahá'í                                                            | -1078 – -1077                                        |
| Calendário budista                                                           | 1310                                                 |
| Calendário chinês                                                            | 3462 – 3463 Início a 16 de janeiro (aproximadamente) |
| Calendário copta                                                             | 482 – 483                                            |
| Calendário etíope                                                            | 758 – 759                                            |
| Calendários hindus - Vikram Samvat - Calendário nacional indiano - Cáli Iuga | 821 – 822 687 – 688 3866 – 3867                      |
| Calendário Holoceno                                                          | 10766                                                |
| Calendário islâmico                                                          | 149 – 150                                            |
| Calendário judaico                                                           | 4526 – 4527                                          |
| Calendário persa                                                             | 144 – 145                                            |
| Calendário rúnico                                                            | 1016                                                 |
| Calendário solar tailandês                                                   | 1309                                                 |

766 (DCCLXVI em numeração romana) foi um ano comum do século VIII do  calendário juliano, da era de Cristo, e a sua letra dominical foi E, totalizando 52 semanas, com início a uma quarta-feira e terminou também a uma quarta-feira.
| Ano completo                        |
| ----------------------------------- |
| Ano comum com início à quarta-feira |

## Eventos
- Destruição pelos carlucos do Grão-Canato Turguexe na Ásia Central.
- Outono — Cerco de Camaca, tentativa falhada pelo Califado Abássida da tomada da fortaleza bizantina de Camaca (atual Quemaque, na província turca de Erzinjane), na Anatólia Oriental.

## Nascimentos
- Fevereiro — Alfadle ibne Iáia, membro da família nobre persa dos barmécidas que ocupou altos cargos no Califado Abássida durante o reinado de  Harune Arraxide  (m. 808).

## Mortes
- 6 de março — Crodegango de Métis, um dos protagonistas do renascimento carolíngio e bispo de Métis  (n. c. 712).
- 25 de abril — Fujiwara no Matate, nobre japonês que foi Daijō Daijin e Dainagon  (n. 715).
- 25 de agosto — irmãos Constantino e Estratégio Podopáguro, comandantes militares bizantino durante o reinado do imperador Constantino V Coprónimo.
- Salme ibne Cutaiba Albaili — governador e comandante militar dos califados omíada e abássida.
- Maomé ibne Alaxate Alcuzai — oficial abássida que foi como governador no Irão, Egito e Ifríquia.